# Alina Alexandra Dumitru
Alina Alexandra Dumitru (Bucarest, 30 agosto 1982) è una judoka rumena, vincitrice della medaglia d'oro nei 48 kg ai Giochi olimpici di Pechino 2008.

## Carriera

### Olimpiadi estive 2008
Dumitru ha sconfitto la leggendaria cinque volte olimpionica Ryoko Tani per "keikoku" in una sconvolgente semifinale a sorpresa nei 48 kg al Ginnasio dell'Università di scienza e tecnologia di Pechino. Ha mantenuto la sua posizione con una forte difesa, rifiutandosi di cedere o di dare alla sua esperta avversaria la possibilità di organizzare un forte attacco. La sua azione ha funzionato, poiché Tani ha perso punti per passività. Ha poi ribaltato l'incontro con la cubana Yanet Bermoy diventando la prima judoka rumena a vincere una medaglia d'oro ai Giochi olimpici estivi.

### Olimpiadi estive 2012
Ha preso parte alle Olimpiadi estive del 2012 ma ha perso in finale contro Sarah Menezes. In semifinale, Dumitru ha battuto la numero uno al mondo Tomoko Fukumi.

## Palmarès
- Giochi olimpici

Pechino 2008: oro nei 48 kg.
Londra 2012: argento nei 48 kg.
- Campionato mondiale di judo

2005 - Il Cairo: bronzo nei 48 kg.
2007 - Rio de Janeiro: bronzo nei 48 kg.
2010 - Tokyo: bronzo nei 48 kg.
- Campionati europei di judo

2002 - Maribor: bronzo nei 48 kg.
2004 - Bucarest: oro nei 48 kg.
2005 - Rotterdam: oro nei 48 kg.
2006 - Tampere: oro nei 48 kg.
2007 - Belgrado: oro nei 48 kg.
2008 - Lisbona: oro nei 48 kg.
2009 - Tbilisi: bronzo nei 48 kg.
2010 - Vienna: oro nei 48 kg.
2011 - Istanbul: oro nei 48 kg.
2012 - Čeljabinsk: oro nei 48 kg.

## Riconoscimenti
Alina Dumitru è stata decorata dal presidente della Romania, Traian Băsescu, con la medaglia "Meritul Sportiv" (Merito sportivo) classe III.
Nel 2008 le è stato conferito il premio Cetățean de onoare (Cittadino onorario) della sua città natale Ploiești. Dal 2007 al 2010 è stata votata come miglior atleta dell'anno nel distretto di Prahova.